# Cerodontha beigerae
Cerodontha beigerae este o specie de muște din genul Cerodontha, familia Agromyzidae, descrisă de Nowakowski în anul 1972. Conform Catalogue of Life specia Cerodontha beigerae nu are subspecii cunoscute.